# Parc Nacional d'Eryri
El Parc Nacional d'Eryri (Parc Cenedlaethol Eryri en gal·lès) va ser establert en 1951 com el tercer Parc Nacional d'Anglaterra i Gal·les. Cobreix una superfície de 2.142 km² (840 milles²) de la regió d'Eryri (Snowdonia) al nord-oest de Gal·les. En ell es troba la muntanya més alta d'Anglaterra i de Gal·les i el llac més gran d'aquest últim.

## Etimologia

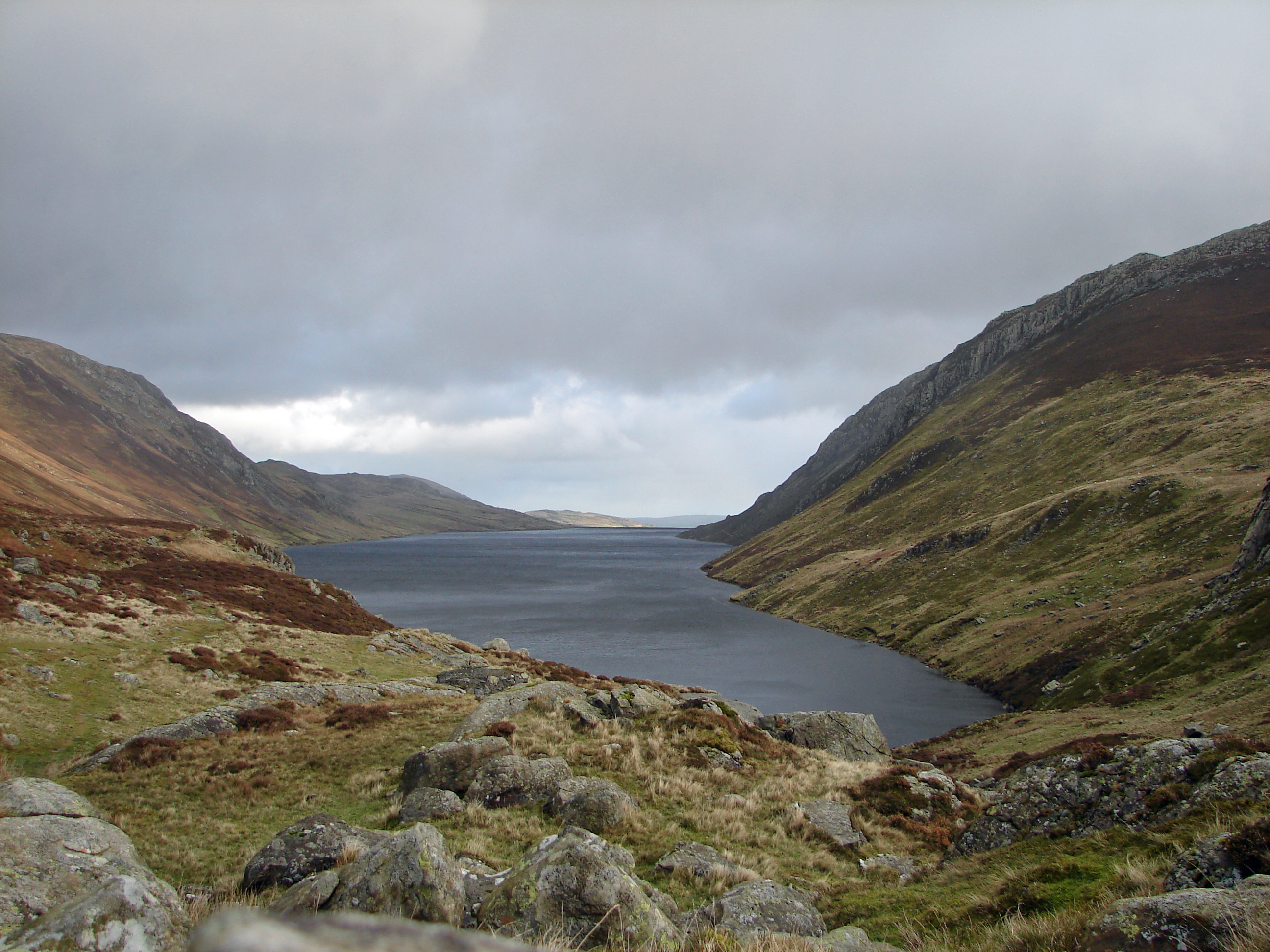
Vista del mar des de Llyn Cowlyd, al nord de Capel Curig

El nom en anglès pel parc deriva de Snowdon, la muntanya més alta de Gal·les amb una altitud de 1085 m). A Gal·les, el parc es nomena com Eryri. Una de les hipòtesis més estesa és que el nom deriva de Eryr (àguila), però uns altres afirmen que el nom significa, senzillament, Highlands (terres altes), com l'estudiós gal·lès Sir Ifor Williams va dir. En l'edat mitjana el títol de Príncep de Gal·les i el Senyor de Snowdonia (Tywysog Cymru ac Arglwydd Eryri) va ser utilitzat per Llywelyn ap Gruffudd; el seu avi Llywelyn Fawr utilitza el títol de Príncep de Gal·les del Nord i Senyor de Snowdonia.
Abans de la designació dels límits del parc nacional, Snowdonia s'utilitza generalment per referir-se a una àrea més petita, és a dir, la zona de terres altes del nord de Gwynedd situada en el massís de Snowdon, mentre que el parc nacional té una superfície de més de dues vegades aquesta grandària que s'estén més cap al sud en Meirionnydd. Això s'evidencia en els llibres publicats abans de 1951, com la relació de viatges clàssics de Wild Gal·les George Borrow (1862) i les muntanyes de Snowdonia per H. Carr & G. Lister (1925). FJ Nord, com a editor del llibre Snowdonia (1949), afirma que quan el Comitè va delinear les fronteres provisionals, que inclouen àrees a certa distància de Snowdonia, l'Snowdonia tradicional inclou les àrees de Snowdon i els seus satèl·lits, el Glyderau, el Carneddau i el grup de Moel Siabod. No inclou els pujols del sud de Maentwrog. Com en Eryri, aquesta zona té un lloc únic en la història de Gal·les, la tradició i la cultura.

## Característiques

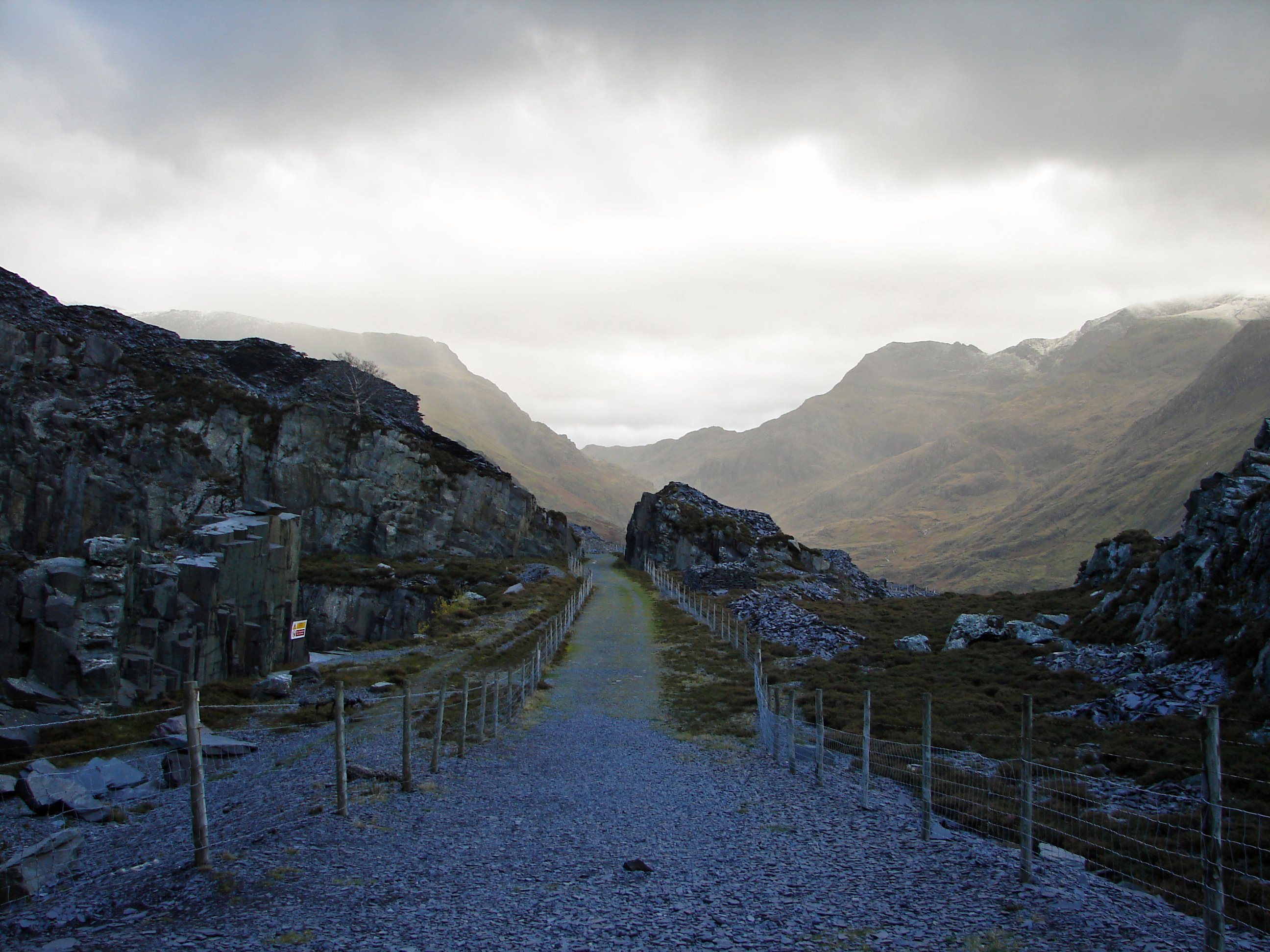
Imatge del parc

El parc és regit per l'autoritat del Parc Nacional de Snowdonia, formada pel govern local, el govern de Gal·les i representants nacionals. A diferència dels parcs nacionals en altres països, Snowdonia (i altres parcs a Anglaterra i Gal·les) estan conformats per terres públiques i privades regides per una autoritat de planificació central. La composició de la propietat del parc és com segueix:
Dins del parc viuen més de 26 000 persones. Atreu a milions de visitants cada any. És el tercer parc més visitat d'Anglaterra i Gal·les. En els terrenys del parc una part important de la terra està dedicada a l'agricultura.
Després d'una reorganització administrativa en 1998, el parc s'estén dins del comtat de Gwynedd i del barri de Conwy. Està governat per un comitè de 18 membres, 9 dels quals són triats per Gwynedd, 3 de Conwy, i els 6 restants per l'Assemblea Nacional de Gal·les.
Com a curiositat, dins del seu terreny queda exclosa una petita extensió central, que correspon al poble de Blaenau Ffestiniog i la seva pedrera de pissarra. Aquesta zona va ser exclosa deliberadament per fomentar la creació d'indústries lleugeres després del tancament de les pedreres.

## Àrees montanyoses
Snowdonia es pot dividir en quatre àrees:
- La zona més septentrional és la més popular entre els turistes, i inclou (d'oest a est) Moel Hebog, Mynydd Mawr i Nantlle Ridge, el massís de Snowdon, Glyderau i Carneddau.[nota 2]
- La segona àrea inclou becs com Moel Siabod, Cnicht, Moelwynion i les muntanyes al voltant de Blaenau Ffestiniog.
- La tercera àrea inclou Rhinogydd en l'oest, així com Arenig i Migneint (sent aquest últim una àrea pantanosa) i Rhobell Fawr.[nota 3]
- La zona més meridional inclou Cadair Idris, l'àrea Tarren, els pujols Dyfi i el grup d'Aran, incloent Aran Fawddwy, la muntanya més alta en el Regne Unit al sud de Snowdon.

## Senders montanyosos

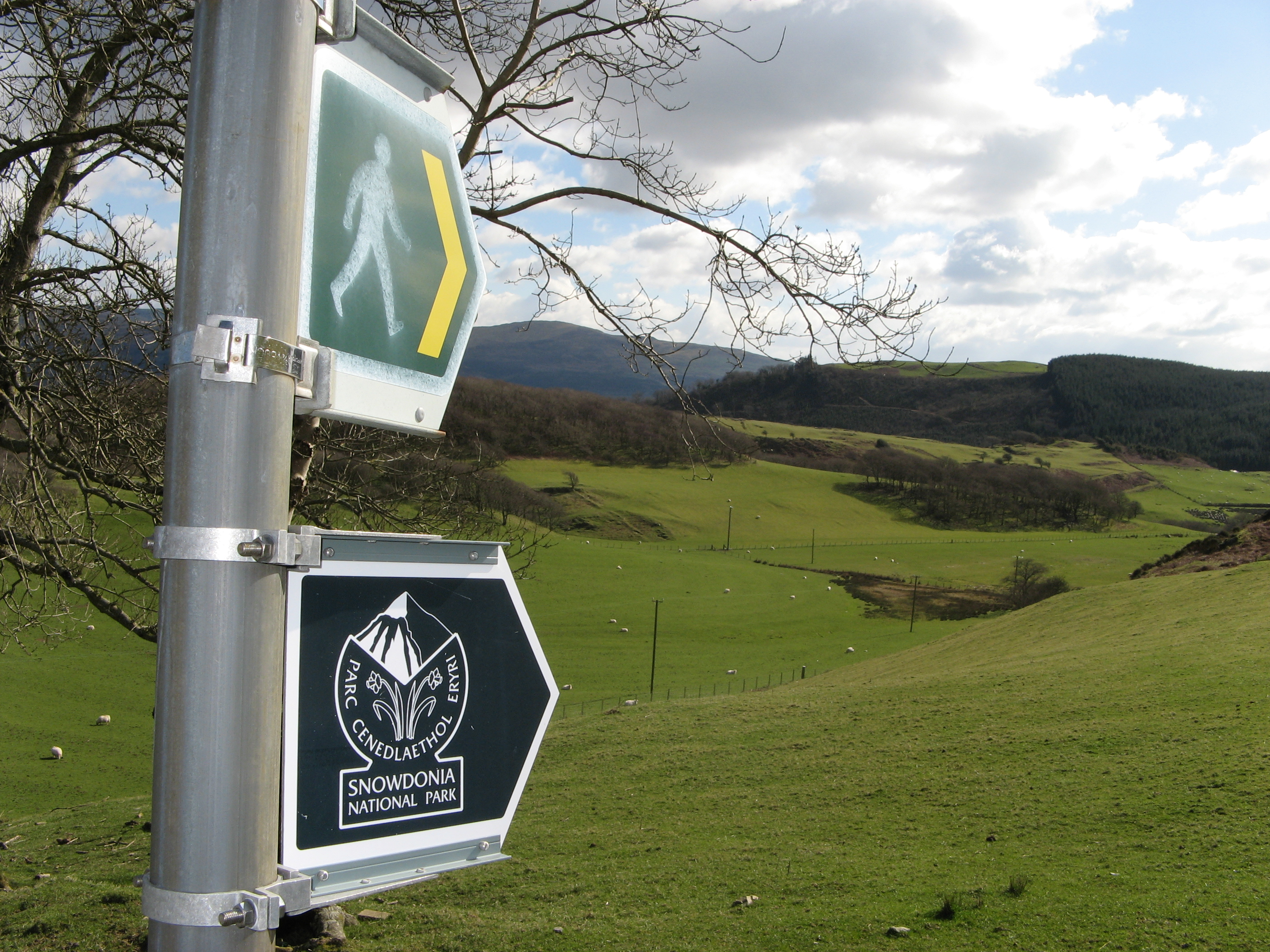
Sender abalisat en Llyn Barfog.

Molts dels excursionistes a la zona es concentren en Snowdon. Aquest massís és considerat com un repte de muntanya però pot arribar a ser bastant concorregut, sobretot amb el ferrocarril de la muntanya de Snowdon que realitza el seu recorregut fins al cim.
La resta són altes muntanyes amb cims de palets, com Tryfan, una de les poques muntanyes en el Regne Unit, al sud d'Escòcia, l'ascensió del qual requereix escalada i són també molt populars. Tot i això, també hi ha alguns grans passejos de Snowdonia a les muntanyes més baixes i tendeixen a ser relativament poc freqüentades. Entre els senders preferits pels excursionistes es troba Y Garn (a l'est de Llanberis) al llarg de la seva cresta fins a Elidir Fawr, Mynydd Tal-y-Mignedd (a l'oest de Snowdon) al llarg del Nantlle Ridge cap a Mynydd Drws-y-Coed, Moelwyn Mawr (a l'oest de Blaenau Ffestiniog) i Pen Llithrig y Wrach al nord de Capel Curig. Més al sud es troba Y Llethr en Rhinogydd y Cadair Idris, prop de Dolgellau.
El Parc compta amb 2380 km de senders públics, 264 km de senderes públics per a cavalls, i 74 km d'altres tipus de camins públics. Una gran part del parc també està coberta per Allemansrätten.

## Flora i fauna
Tota la costa del parc és una zona especial de conservació que s'estén des de la península de Llyn, per la costa del centre de Gal·les, península que conté valuosos sistemes de dunes de sorra.

### Flora

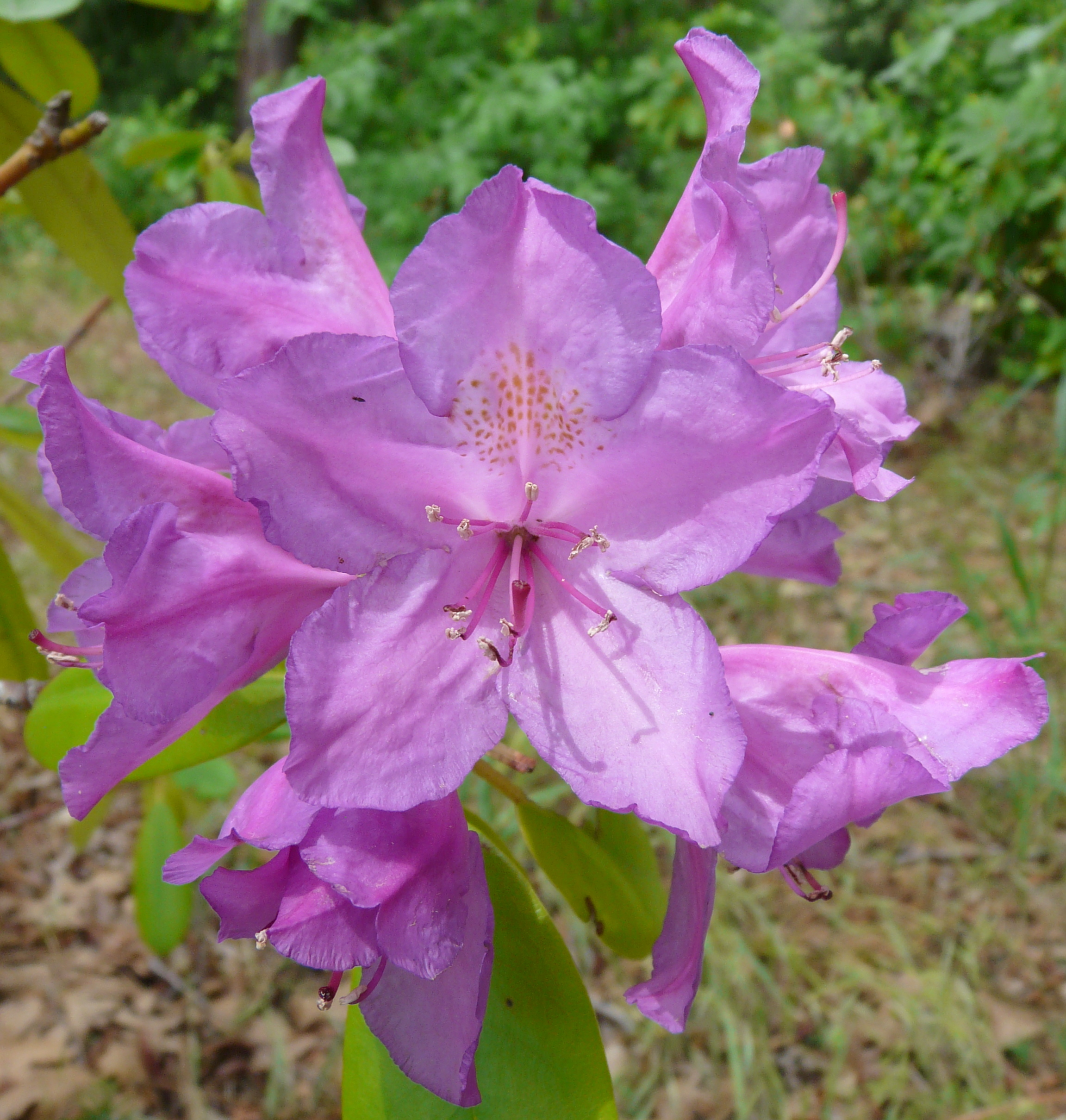
Rhododendron ponticum, una de les espècies invasores que amenacen l'hàbitat natiu del parc.

Els boscos naturals del parc són de tipus mixt caducifoli. L'arbre més comú és el roure gal·lès. També són comuns el bedoll, el freixe, així com l'avellaner. El parc també conté algunes grans coníferes plantades en àrees com el bosc de Gwydir, prop de Betws-y-Coed, encara que algunes àrees, una vegada collides, són ara cada vegada més naturals.
Northern Snowdonia és l'únic lloc en Gran Bretanya, on Gagea serotina, una planta àrtica i alpina i l'escarabat de Snowdon de color arc de Sant Martí —Chrysolina cerealis— es troben en el lloc, l'únic al món on creix Hieracium snowdoniens.
Una gran part del parc es troba actualment sota la designació —o en estudi per a la seva designació— com el Site of Special Scientific Interest, el National Nature Reserves in the United Kingdom, la Zona d'Especial Conservació i la zona d'especial protecció per a les aus, així com associacions relacionades amb la biosfera i el Conveni de Ramsar.
Un dels principals problemes en el qual s'enfronta el parc en els últims anys és el creixement de Rhododendron ponticum. Aquest ràpid creixement d'espècies invasores té tendència a assumir el control i sufocar les espècies natives. Pot formar creixements massius imponents i comporta un fong que creix en les seves arrels i que produeix toxines que són tòxiques per a qualsevol flora i fauna local durant un període de set anys fins que les infestacions del Rhododendron ponticum s'erradiquin totalment. Com a resultat d'això, actualment, es troben una sèrie de paisatges desolats.

### Fauna

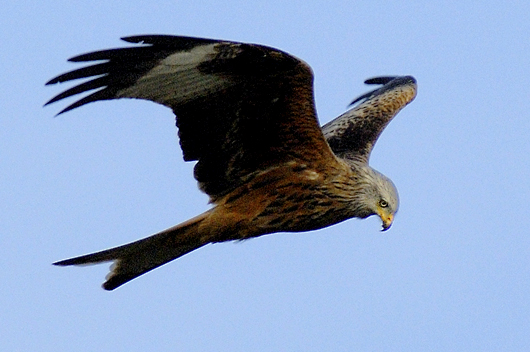
El milà reial, àguila nativa del parc.

La importància de Snowdonia per a la conservació de l'hàbitat i la vida silvestre a la regió es reflecteix en el fet que gairebé el 20% de la seva superfície total està protegida pel Regne Unit i la legislació europea. La meitat d'aquesta àrea va ser deixada de costat pel govern en virtut de la Directiva d'Hàbitats d'Europa com a zona especial de conservació. Al parc es poden trobar mamífers, tals com llúdries, fures, cabres salvatges, i fins i tot martes, encara que aquests últims no han estat vist en anys. Quant a les aus, s'inclouen corbs, falcons pelegrins, àguiles peixateres, merlins i milans reials. Un altre famós habitant de Snowdonia és Chrysolina cerealis. El parc compta amb tres Convenis de Ramsar:
- Dyfi Estuary Biosphere Reserve.
- Cwm Idwal.
- Llyn Tegid.

## Clima
Snowdonia és una de les parts més humides del clima del Regne Unit; Crib Goch en Snowdonia és el lloc més humit del Regne Unit, amb una precipitació mitjana de 4473 mil·límetres a l'any durant els últims 30 anys.

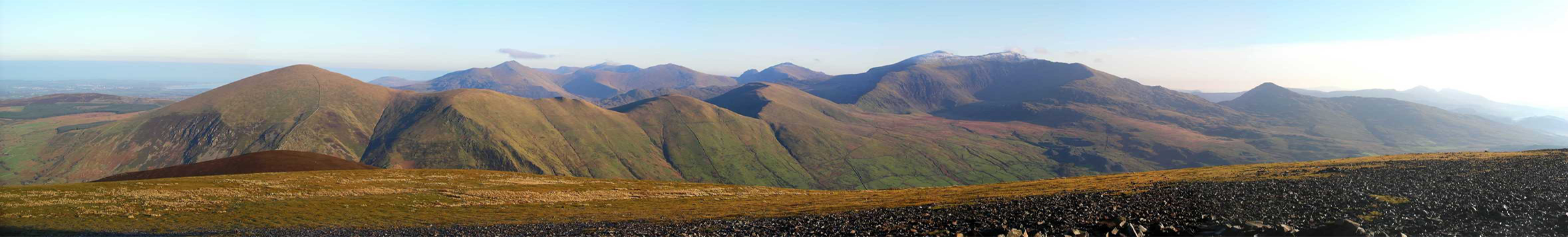
Panorama d'una part del massís de Snowdon incloent Snowdon (centre-dreta) preses des de Mynydd Mawr. El Glyderau és visible en la distància.

## Taula de percentatges per tipus de propietat
| Tipus de propietat          | Percentatge (%) |
| --------------------------- | --------------- |
| Privada                     | 69,9            |
| Comissió Forestal           | 15,8            |
| Fons Nacional               | 8,9             |
| Naturalesa Anglesa/CCW      | 1,7             |
| Autoritat del Parc Nacional | 1,2             |
| Empreses d'aigua            | 0,9             |
| Altres                      | 1,6             |